# Kabinett Jazenjuk I

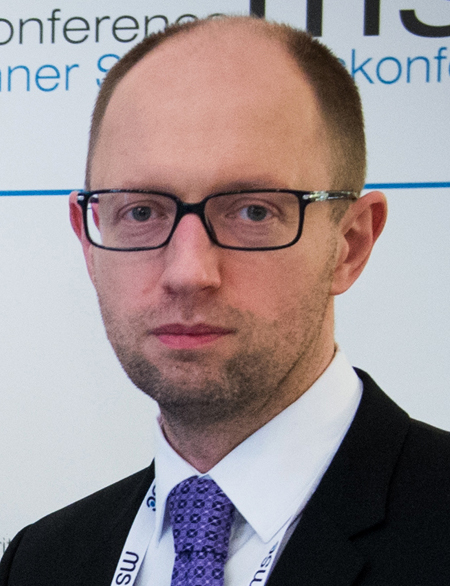
Ministerpräsident Arsenij Jazenjuk

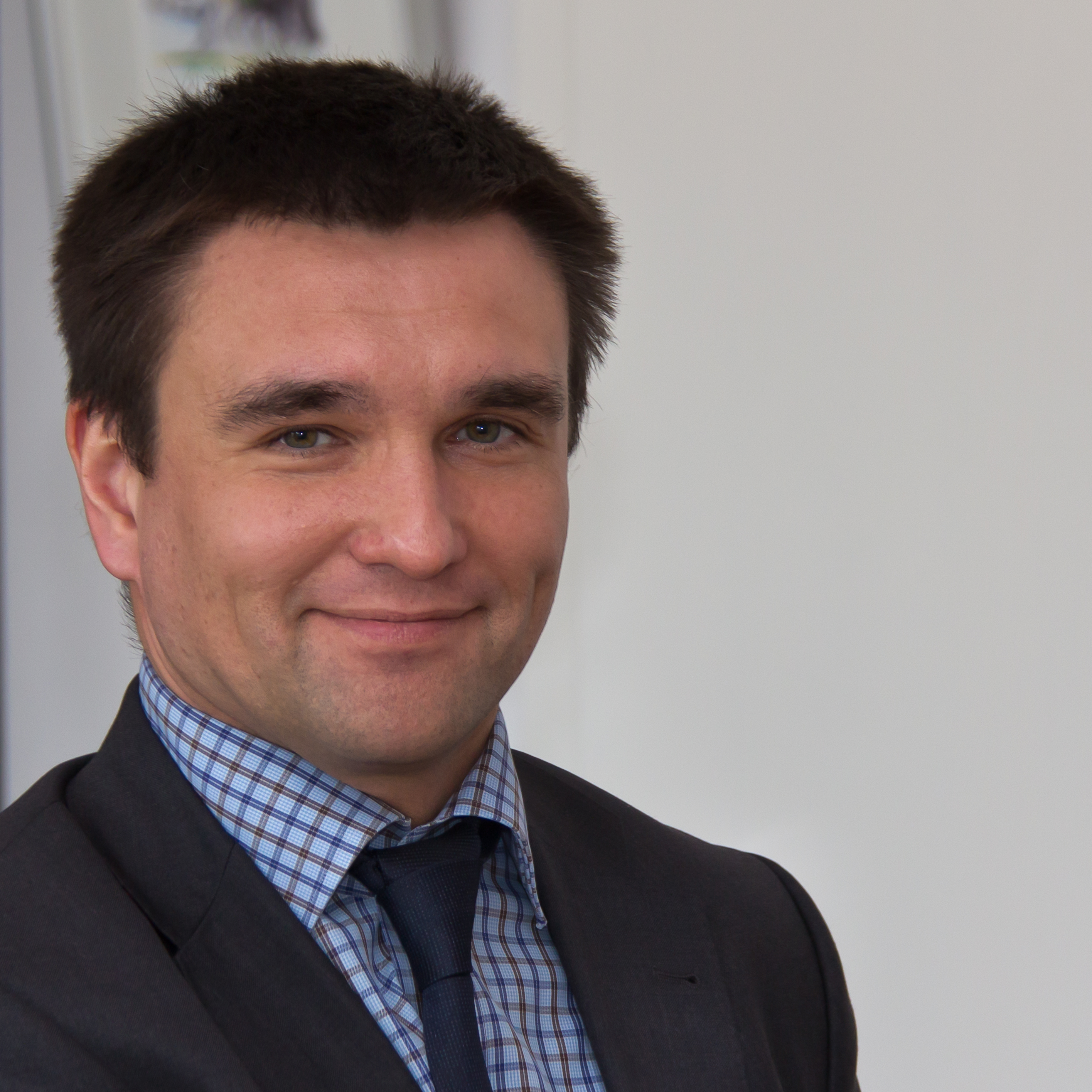
Außenminister Pawlo Klimkin

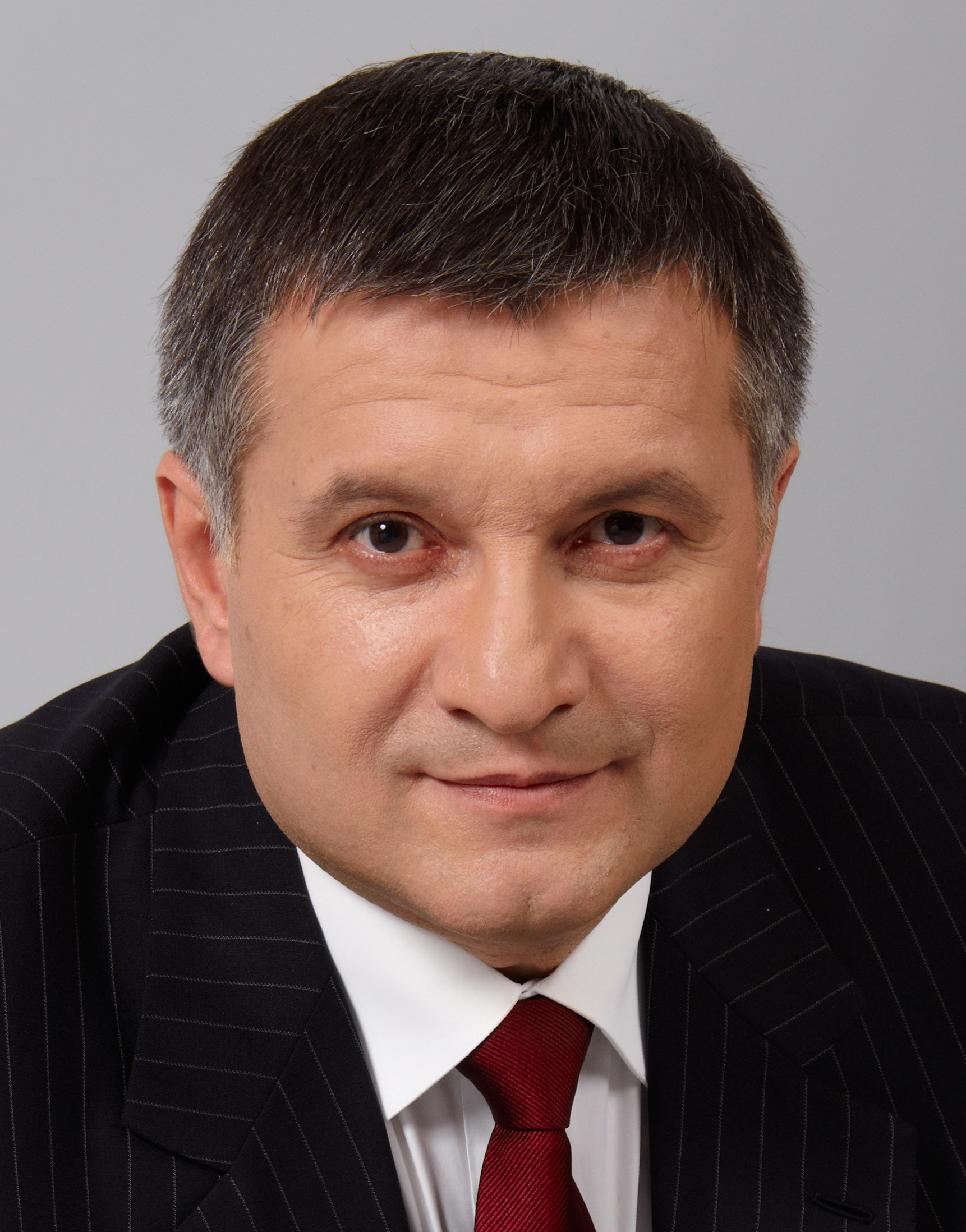
Innenminister Arsen Awakow

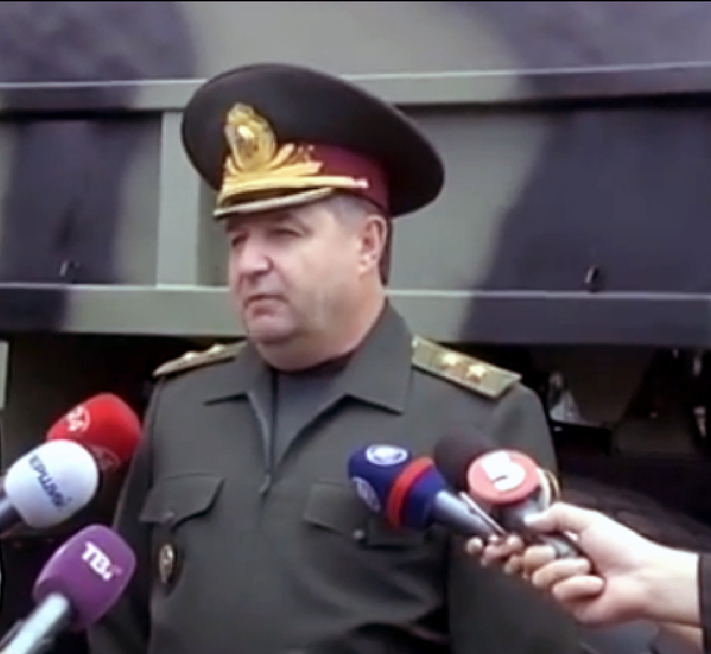
Verteidigungsminister Stepan Poltorak

Das Kabinett Jazenjuk wurde im Zuge der Unruhen in der Ukraine und im Vorfeld der völkerrechtswidrigen russischen Annexion der Krim und des russischen Kriegs in der Ostukraine als Übergangsregierung vom ukrainischen Parlament, der Werchowna Rada, gewählt, deren Sitzverteilung auf die Parlamentswahl in der Ukraine 2012 zurückgeht. Es bot am 24. Juli 2014 geschlossen seinen Rücktritt an. Das Parlament nahm den Rücktritt jedoch nicht an.
Für den 26. Oktober 2014 wurden Neuwahlen des Parlaments angesetzt und am 2. Dezember 2014 trat die Nachfolgeregierung ihre Arbeit an.

## Zusammensetzung des Kabinetts und wichtiger Ämter
Das Kabinett Jazenjuk setzte sich zu Amtsantritt zusammen aus acht Vertretern der Vaterlandspartei von Julija Tymoschenko, acht parteilosen Personen (insbesondere Vertretern der Maidan-Protestbewegung) und vier Vertretern der Swobodapartei von Oleh Tjahnybok. Nicht im Kabinett vertreten sind die bis dahin in Regierungsverantwortung stehende Partei der Regionen von Mykola Asarow, die UDAR-Partei von Vitali Klitschko und die Kommunistische Partei von Petro Symonenko.
Die Minister wurden von Arsenij Jazenjuk vorgeschlagen und mit 331 Stimmen bestätigt. Es sind dies im Einzelnen:
| Portfolio | Minister             | Partei | Partei    | Amtsantritt       | Amtsabtritt       | Parteiwechsel | Parteiwechsel           |
| --- | -------------------- | ------ | --------- | ----------------- | ----------------- | ------------- | ----------------------- |
| Ministerpräsident                                                                                              | Arsenij Jazenjuk     |        | Vaterland | 26. Februar 2014  |                   |               | Volksfront              |
| Erster Vize-Ministerpräsident                                                                                  | Witalij Jarema       |        | Vaterland | 26. Februar 2014  | 19. Juni 2014     | –             | –                       |
| Innenminister                                                                                                  | Arsen Awakow         |        | Vaterland | 26. Februar 2014  |                   |               | Volksfront              |
| Infrastrukturminister                                                                                          | Maxym Burbak         |        | Vaterland | 26. Februar 2014  |                   |               | Volksfront              |
| Sozialministerin                                                                                               | Ljudmyla Denissowa   |        | Vaterland | 26. Februar 2014  |                   |               | Volksfront              |
| Justizminister                                                                                                 | Pawlo Petrenko       |        | Vaterland | 26. Februar 2014  |                   |               | Volksfront              |
| Minister für Energiewirtschaft und Kohleindustrie                                                              | Jurij Prodan         |        | Vaterland | 26. Februar 2014  |                   | –             | –                       |
| Minister beim Kabinett der Minister                                                                            | Ostap Semerak        |        | Vaterland | 26. Februar 2014  |                   |               | Volksfront              |
| Zweiter Vize-Ministerpräsident und Minister für Regionalentwicklung, Bauwesen und kommunale Wohnungswirtschaft | Wolodymyr Hrojsman   |        | parteilos | 26. Februar 2014  |                   |               | Block Petro Poroschenko |
| Sport- und Jugendminister                                                                                      | Dmytro Bulatow       |        | parteilos | 26. Februar 2014  |                   | –             | –                       |
| Bildungs- und Wissenschaftsminister                                                                            | Serhij Kwit          |        | parteilos | 26. Februar 2014  |                   |               | Block Petro Poroschenko |
| Gesundheitsminister                                                                                            | Oleh Musij           |        | parteilos | 26. Februar 2014  |                   | –             | –                       |
| Kulturminister                                                                                                 | Jewhen Nyschtschuk   |        | parteilos | 26. Februar 2014  |                   | –             | –                       |
| Wirtschaftsminister                                                                                            | Pawlo Scheremeta     |        | parteilos | 26. Februar 2014  | 2. September 2014 | –             | –                       |
| Wirtschaftsminister                                                                                            | Anatolij Maksjuta    |        | parteilos | 3. September 2014 |                   | –             | –                       |
| Finanzminister                                                                                                 | Olexander Schlapak   |        | parteilos | 26. Februar 2014  |                   | –             | –                       |
| Außenminister                                                                                                  | Andrij Deschtschyzja |        | parteilos | 26. Februar 2014  | 19. Juni 2014     | –             | –                       |
| Außenminister                                                                                                  | Pawlo Klimkin        |        | parteilos | 19. Juni 2014     |                   | –             | –                       |
| Dritter Vize-Ministerpräsident                                                                                 | Olexander Sytsch     |        | Swoboda   | 26. Februar 2014  |                   | –             | –                       |
| Minister für Ökologie und natürliche Ressourcen                                                                | Andrij Mochnyk       |        | Swoboda   | 26. Februar 2014  |                   | –             | –                       |
| Minister für Agrarpolitik und Lebensmittel                                                                     | Ihor Schwajka        |        | Swoboda   | 26. Februar 2014  |                   | –             | –                       |
| Verteidigungsminister                                                                                          | Ihor Tenjuch         |        | Swoboda   | 26. Februar 2014  | 25. März 2014     | –             | –                       |
| Verteidigungsminister                                                                                          | Mychajlo Kowal       |        | parteilos | 25. März 2014     | 3. Juli 2014      | –             | –                       |
| Verteidigungsminister                                                                                          | Walerij Heletej      |        | parteilos | 3. Juli 2014      | 14. Oktober 2014  | –             | –                       |
| Verteidigungsminister                                                                                          | Stepan Poltorak      |        | parteilos | 14. Oktober 2014  |                   | –             | –                       |

Weitere wichtige Ämter:
- Parlamentspräsident/Übergangspräsident: Oleksandr Turtschynow (Vaterland, dann Volksfront)
- Präsidialamtsgeschäftsführer Serhij Paschynskyj (Vaterland, dann Volksfront), ab 10. Juni 2014 Borys Loschkin
- Zentralbankpräsident: Stepan Kubiw (Vaterland, dann Block Poroschenko)
- Präsident des ukrainischen Geheimdienstes: Walentyn Nalywajtschenko (UDAR)
- Generalstaatsanwalt Witalij Jarema (seit 19. Juni 2014, Vaterland)
- erster Sekretär des Nationalen Rates für Sicherheit und Verteidigung: Andrij Parubij (Swoboda, dann Volksfront)
- stellvertretende Sekretärin des Nationalen Rates für Sicherheit und Verteidigung: Wiktorija Sjumar (parteilos, dann Volksfront)
- Leiter des Lustrationskomitees beim Ministerkabinett: Jehor Sobolew (parteilos)
- Regierungsbeauftragte für Fragen der Antikorruptionspolitik: Tetjana Tschornowol (parteilos, dann Volksfront)

## Veränderungen
Am 25. März 2014 trat Ihor Tenjuch nach Kritik wegen seiner zögerlichen Haltung im Umgang mit der Annexion der Krim durch Russland zurück. Nachfolger wurde Mychajlo Kowal. Dieser wurde am 3. Juli 2014 durch Walerij Heletej ersetzt, da Kowal auf den Posten des stellvertretenden Sekretärs des Nationalen Sicherheits- und Verteidigungsrates der Ukraine wechselte. Heletej wiederum machte am 14. Oktober 2014 Platz für Stepan Poltorak.
Am 19. Juni 2014 wurde der Erste Vize-Ministerpräsident, Witalij Jarema, zum neuen Generalstaatsanwalt der Ukraine bestellt. Seine bisherige Position im Kabinett wurde dadurch vakant und nicht nachbesetzt. Am selben Tag folgte Pawlo Klimkin als Außenminister auf Andrij Deschtschyzja nach.

## Vorgeschichte
Am 22. Februar 2014 setzte das ukrainische Parlament Präsident Wiktor Janukowytsch ab und ersetzte das von seiner Partei der Regionen dominierte Kabinett Asarow II von Mykola Asarow. Die Vereinbarkeit dieses Vorgangs mit der ukrainischen Verfassung gilt als umstritten, wird aber außer von Russland von allen aus der Sowjetunion hervorgegangenen Staaten sowie von allen westlichen Staaten als legitim anerkannt. An der Errichtung der Regierung war die Protestbewegung des Maidan maßgeblich beteiligt.

## Einschätzungen
Jazenjuk nannte sein Kabinett ein „politisches Kamikaze-Kabinett“, da es gewaltige und unpopuläre Aufgaben zu stemmen haben werde.
Eine durch die Außenminister Deutschlands, Frankreichs und Polens – Frank-Walter Steinmeier, Laurent Fabius und Radosław Sikorski – am 21. Februar 2014 vermittelte Vereinbarung über die Beilegung der Krise sah die Bildung einer Regierung der nationalen Einheit mit Vertretern der Partei der Regionen vor. Diese erhielten jedoch keinen Platz im Kabinett, was zu Kritik führte. Kritisiert wurde insbesondere auch die Vergabe wichtiger Ämter an Mitglieder der Allukrainischen Vereinigung „Swoboda“.
Die Regierung Jazenjuks wurde von Russland und einigen Wortführern der prorussischen Proteste in der Ukraine nicht anerkannt. Alle anderen aus der Sowjetunion hervorgegangenen Staaten erkennen die Regierung zumindest implizit an. Die Vereinigten Staaten, die Europäische Union und alle westlichen Staaten erkennen die Regierung an.

### Kritik
Die rückhaltlose Unterstützung der Übergangsregierung stieß teilweise auf Kritik: Günter Verheugen kritisierte die Blindheit europäischer Politiker für die innenpolitischen Spannungen zwischen der Ost- und der Westukraine.
„Ohne Not wurde die neue ukrainische Regierung nach der Entmachtung Janukowytschs sofort rückhaltlos unterstützt, obwohl diese Regierung noch nicht einmal im eigenen Land das Vertrauen der Mehrheit genießt, antirussisch ist und ihr völkisch gesinnte Kräfte angehören.“
Der russische Botschafter Wladimir Grinin äußerte am 7. März 2014, nach dem Sturz von Präsident Wiktor Janukowytsch hätte eine „Regierung der nationalen Einheit“ in der Ukraine gebildet werden sollen. In Wirklichkeit sei es dann aber dazu gekommen, „dass eine kleine, begrenzte Gruppe allen anderen ihren Willen aufzwingt, dabei auch die Russen erniedrigt, was wir natürlich nicht dulden werden.“ Egon Bahr stimmte Grinin teilweise zu: „Wenn das Ganze nicht so ernst wäre, wäre es komisch. Ich weiß nicht, was die legale Basis der jetzt amtierenden Regierung in Kiew ist.“